# Поляничко, Сергей Александрович
Серге́й Алекса́ндрович Поляни́чко (род. 12 сентября 1974, Ростов-на-Дону) — российский дирижер, валторнист и телеведущий, основатель и художественный руководитель уникального Российского Рогового Оркестра (РРО), возродившего и обогатившего огромный пласт русской культуры XVIII—XIX веков, дирижёр БСО им. П. И. Чайковского, директор ФГБУК «Российский центр духовой музыки». Сын заслуженного артиста России, маэстро Александра Поляничко.

## Жизнь и Карьера

### Ранний период
Родился 12 сентября 1974 в семье музыканта, дирижёра Александра Марковича Поляничко в городе Ростове-на-Дону. К одиннадцатилетнему возрасту он с семьей переехал в Ленинград, где поступил и успешно окончил Среднюю специальную музыкальную школу (ССМШ) при Ленинградской государственной консерватории им. Н. А. Римского-Корсакова, класс валторны проф. Виталия Буяновского. Далее окончил Санкт-Петербургскую консерваторию, класс валторны проф. Андрея Глухова. В 2003 году стал лауреатом международного конкурса и как валторнист начал сотрудничать с рядом российских и зарубежных оркестров. Многократно гастролировал в странах Европы, Америки и Азии.
С 1999 по 2002 год работал телеведущим на Пятом канале и ТВ-6 и обучался в Санкт-Петербургской государственной академии театрального искусства, которую окончил в 2003 году. Музыка, тем не менее, была основным интересом в жизни. Во время учёбы в консерватории, факультативно обучался дирижированию, посещая занятия профессора Ильи Мусина.
В 2005—2006 годах активно совершенствовал дирижёрское мастерство, посещая мастер-классы известных дирижёров: своего отца Александра Поляничко, Владимира Понькина, Йормы Панулы, Яна Латам-Кёнига.
В 2007 прошёл стажировку на факультете оперно-симфонического дирижирования Санкт-Петербургской консерватории под руководством проф. Владислава Чернушенко.
В 2015 году с отличием окончил магистратуру Ростовской государственной консерватории им. С. Рахманинова по классу оперно-симфонического дирижирования, класс заслуженного артиста России, маэстро Александра Поляничко.
Окончил курсы менеджмента в Бизнес-школе ИМИСП.

### Российский Роговой Оркестр(РРО)
Отличается особыми организационными способностями. В 2006 году организовал и возглавил, как художественный руководитель и дирижёр, уникальный профессиональный творческий коллектив — Российский Роговой Оркестр, возрождающий популярную в XVIII—XIX веках русскую роговую музыку.
С 2006 года коллектив РРО дал около тысячи концертов. Многократно гастролировал в Латвии, Литве, Эстонии, Финляндии, Франции, Германии, Австрии, Голландии, Италии, Испании, Израиле, Польше, Чехии, Белоруссии, Молдавии, Армении, Бахрейне, Непале, Гонконге, Китае, США и во многих регионах России.
РРО записан ряд DVD, дающих возможность услышать все великолепие органного звучания 106 натуральных рогов в сочинениях разных эпох и стилей: Бах, Альбинони, Вивальди, Каччини, Россини, Штраус, Равель, Барбер, Гохман, Чесноков, Рахманинов, Хачатурян, Шостакович, Тищенко, Козловский, Сарти, Дегтярев, Бортнянский и, конечно, гимны и марши.
В 2011 году, за работу по возрождению аутентичного звучания старинных партитур, коллектив был внесен в Книгу рекордов России и номинирован в Книгу рекордов Гиннесса.
С августа 2015 года — директор ФГБУК «Российский центр духовой музыки», в который входят Государственный духовой оркестр России и Государственный роговой оркестр России.
В 2006 году также создал ангажементный симфонический оркестр «Невский», который дает концерты с участием популярных эстрадных звезд, выступает на фестивалях и участвует в дирижёрских мастер-классах, которые проводит заслуженный артист России, маэстро А. М. Поляничко.

### Личная жизнь
Женат, воспитывает сына Александра.

## Основные этапы профессиональной деятельности
- В 2006 в качестве дирижёра-ассистента участвовал в постановках оперы «Борис Годунов» (Опера де Монте-Карло, январь 2006) и оперы П. И. Чайковского «Мазепа» (Валлийская Национальная опера[3], Aпрель-Май 2006)
- В 2006 организовал и возглавил симфонический оркестр «Невский», с которым выступает на фестивалях, осуществляет записи для кинофильмов, проводит мастер-классы, аккомпанирует звездам российской эстрады.
- В 2006 организатор и художественный руководитель «Российского Рогового Оркестра» («The Horn Orchestra of Russia»).
- С 2007 организатор и директор «Центра роговой и духовой музыки»[4]
- В 2008 в качестве дирижёра-ассистента участвовал в постановке оперы «Евгений Онегин» (Валлийская Национальная опера, январь — февраль)
- В 2015 с отличием окончил магистратуру Ростовской государственной консерватории им. С. Рахманинова по классу оперно-симфонического дирижирования
- С 2015 художественный руководитель — директор ФГБУК «Российский центр духовой музыки»
- С 2016 дирижёр, БСО им. П. И. Чайковского

## Гастроли и премьеры
В качестве валторниста сотрудничал со многими коллективами:
- Оркестром Санкт-Петербургской государственной консерватории
- Санкт-Петербургским государственным академическим симфоническим оркестром
- Российским национальным студенческим оркестром
- Оркестром Академической капеллы Санкт-Петербурга
- Оркестром Мариинского театра
- Работал приглашенным концертмейстером группы валторн симфонических оркестров Heinola Simfonietta (Финляндия),
- Nordic symphony (Эстония)
- Филармонического оркестра Сантьяго (Чили)

Многократно гастролировал в Финляндии, Дании, Эстонии, Латвии, Литве, Германии, Австрии, Франции, Швейцарии, Испании, Италии, Израиле, Великобритании, Чили, Китае, США.
Как дирижёр выступал с оркестрами:
- Sinfonia Varsovia[5](Польша)
- БСО им. П.И.Чайковского (Москва)
- Государственным Академическим Симфоническим Оркестром им. Е. Ф. Светланова (Москва)
- Российским Национальным Оркестром
- Ростовским Академическим симфоническим оркестром
- Краснодарским симфоническим оркестром

Поддерживает новую современную музыку. Участвует в озвучивании сочинений современных композиторов, в частности, петербургских композиторов. Именно он стал первым исполнителем сочинений Михаила Журавлева, Владимира Анисимова и других.

## ЗАПИСИ
На данный момент широко известны следующие записи в исполнении дирижёра С. А. Поляничко:
- Иоганн Себастьян Бах «Ария» (РРО, 2009)
- Джоаккино Россини «увертюра Вильгельм Тель» (фрагмент) (РРО, 2009)
- Камиль Сен-Санс «Лебедь» (РРО, 2009)
- Иоганн Штраус «Радецкий марш» (РРО, 2009)
- Джулио Каччини «Аве Мария» (РРО, 2009)
- Томазо Джованни Альбинони «Адажио» (РРО, 2009)
- Иоганнес Брамс «Венгерский танец N 5» (РРО, 2009)
- Антонин Дворжак «Славянский танец N 8» (РРО, 2009)
- Арам Хачатурян «Танец с саблями» (РРО, 2009)
- Морис Равель «Болеро» (РРО, 2009)
- Борис Тищенко «Qui Mariam» (РРО, 2009)
- Владимир Анисимов[8]"Sinfonia Piccola" (РРО, 2009)
- Вацлав Троян[9] «Романс лягушки» (РРО, 2009)
- Луиджи Денца «Funiculì, Funiculà[10]» (РРО, 2009)
- Русская народная песня «Ах ты степь широкая…» (РРО, 2012)

Звучит фрагмент из этой песни
- Дмитрий Бортнянский «Коль славен наш Господь в Сионе» (РРО, 2012)
- Марши большого числа военных полков, участвовавших в сражениях Отечественной Войны 1812 года (РРО, 2012)